# Rodrigo M. Quevedo (Chihuahua)
Rodrigo M. Quevedo es una localidad del estado mexicano de Chihuahua. Es parte del municipio de Buenaventura.

## Toponimia
El nombre de la localidad rinde homenaje a Rodrigo M. Quevedo Moreno, gobernador de Chihuahua de 1932 a 1936.

## Demografía
| Gráfica de evolución demográfica |
|                                  |

| Censo | Población |
| ----- | --------- |
| 1970  | 1 025     |
| 1980  | 1 177     |
| 1990  | 1 022     |
| 2000  | 1 107     |
| 2010  | 1 367     |
| 2020  | 1 209     |